# آیرین فنویک
آیرین فنویک (انگلیسی: Irene Fenwick; ۵ سپتامبر ۱۸۸۷ – ۲۴ دسامبر ۱۹۳۶) یک هنرپیشه اهل ایالات متحده آمریکا بود.